# Le Noyer (Hautes-Alpes)
Pour les articles homonymes, voir Le Noyer.
Le Noyer est une commune française située dans le département des Hautes-Alpes en région Provence-Alpes-Côte d'Azur.

## Géographie
Le Noyer est située dans la partie occidentale du Champsaur, sur la rive gauche du Drac, adossé à la bordure orientale du massif du Dévoluy, et fait face aux sommets du sud-ouest du massif des Écrins (le Vieux Chaillol, 3 163 m).
Le chef-lieu et les principaux hameaux sont à une altitude de 1 100 m, mais la commune s'étage depuis la vallée du Drac (850 m au pont de la Guinguette) jusqu'aux sommets du Dévoluy  (Montagne de Faraud, 2 567 m).
Sa position géographique lui confère, comme à l'ensemble du Champsaur, un climat particulier : agréable en été, mais soumis le reste de l'année à la « bise », vent du nord qui lui apporte fréquemment les nuages remontant de la cuvette grenobloise et, en hiver, le froid des Alpes du Dauphiné.

### Climat
Pour des articles plus généraux, voir Climat de Provence-Alpes-Côte d'Azur et Climat des Hautes-Alpes.
En 2010, le climat de la commune est de type climat des marges montargnardes, selon une étude du Centre national de la recherche scientifique s'appuyant sur une série de données couvrant la période 1971-2000. En 2020, Météo-France publie une typologie des climats de la France métropolitaine dans laquelle la commune est exposée à un climat de montagne ou de marges de montagne et est dans la région climatique Alpes du sud, caractérisée par une pluviométrie annuelle de 850 à 1 000 mm, minimale en été.
Pour la période 1971-2000, la température annuelle moyenne est de 8,3 °C, avec une amplitude thermique annuelle de 17,1 °C. Le cumul annuel moyen de précipitations est de 1 064 mm, avec 8,4 jours de précipitations en janvier et 6,2 jours en juillet. Pour la période 1991-2020, la température moyenne annuelle observée sur la station météorologique de Météo-France la plus proche, « Saint-Bonnet Champsaur », sur la commune de Saint-Bonnet-en-Champsaur à 5 km à vol d'oiseau, est de 8,9 °C et le cumul annuel moyen de précipitations est de 1 085,8 mm. 
La température maximale relevée sur cette station est de 35 °C, atteinte le 28 juillet 2005 ; la température minimale est de −19 °C, atteinte le 12 janvier 1987,,.
Les paramètres climatiques de la commune ont été estimés pour le milieu du siècle (2041-2070) selon différents scénarios d'émission de gaz à effet de serre à partir des nouvelles projections climatiques de référence DRIAS-2020. Ils sont consultables sur un site dédié publié par Météo-France en novembre 2022.

## Urbanisme

### Typologie
Au 1er janvier 2024, Le Noyer est catégorisée commune rurale à habitat dispersé, selon la nouvelle grille communale de densité à 7 niveaux définie par l'Insee en 2022.
Elle est située hors unité urbaine. Par ailleurs la commune fait partie de l'aire d'attraction de Gap, dont elle est une commune de la couronne,. Cette aire, qui regroupe 73 communes, est catégorisée dans les aires de 50 000 à moins de 200 000 habitants,.

### Occupation des sols
L'occupation des sols de la commune, telle qu'elle ressort de la base de données européenne d’occupation biophysique des sols Corine Land Cover (CLC), est marquée par l'importance des forêts et milieux semi-naturels (72,8 % en 2018), en augmentation par rapport à 1990 (71,6 %). La répartition détaillée en 2018 est la suivante : 
forêts (33,6 %), espaces ouverts, sans ou avec peu de végétation (29,3 %), zones agricoles hétérogènes (27,2 %), milieux à végétation arbustive et/ou herbacée (9,9 %).
L'évolution de l’occupation des sols de la commune et de ses infrastructures peut être observée sur les différentes représentations cartographiques du territoire : la carte de Cassini (XVIIIe siècle), la carte d'état-major (1820-1866) et les cartes ou photos aériennes de l'IGN pour la période actuelle (1950 à aujourd'hui).

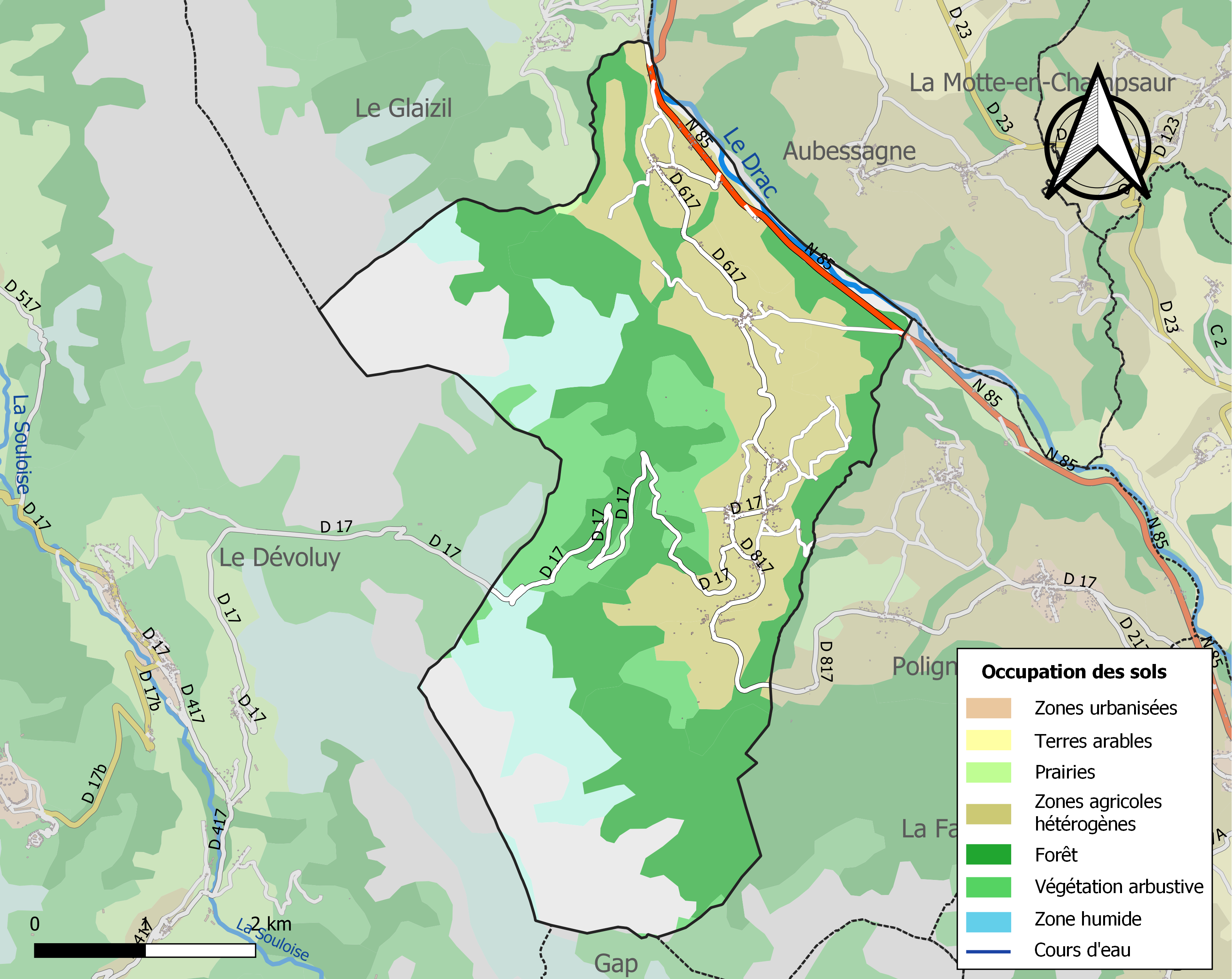
Carte de l'occupation des sols de la commune en 2018 (CLC).

## Toponymie
Le nom de la commune s'écrit Lo Noier en occitan, et Le Noyèr en francoprovençal.
Le nom de la localité est attesté sous la forme Naugerium en 1152, puis Noyerio en 1271, et Le Noyer pour la première fois en 1516.
La présence d'une ancienne piste ou voie de communication traversant le torrent du Noyer et reliant Agnières-en-Dévoluy par le col du Noyer, pourrait suggérer un gué noyé sur ce torrent. Cette évolution de « Passage Noyé » à « Noyer », relativement courante, concerne de nombreuses voies antiques ou médiévales.[réf. nécessaire]

## Politique et administration
| Période                                  | Période      | Identité            | Étiquette | Qualité                  |
| ---------------------------------------- | ------------ | ------------------- | --------- | ------------------------ |
| Les données manquantes sont à compléter. |              |                     |           |                          |
| mars 2001                                | mars 2008    | Jean Leduc          | DVD       |                          |
| mars 2008                                | 2014         | Jacques Fougairolle |           |                          |
| mars 2014                                | juillet 2020 | Renée Nouguier      |           | Sans profession déclarée |
| juillet 2020                             | En cours     | Martine Py,         |           | Ancienne cadre           |

## Démographie
L'évolution du nombre d'habitants est connue à travers les recensements de la population effectués dans la commune depuis 1793. Pour les communes de moins de 10 000 habitants, une enquête de recensement portant sur toute la population est réalisée tous les cinq ans, les populations de référence des années intermédiaires étant quant à elles estimées par interpolation ou extrapolation. Pour la commune, le premier recensement exhaustif entrant dans le cadre du nouveau dispositif a été réalisé en 2005.

En 2022, la commune comptait 306 habitants, en évolution de +5,52 % par rapport à 2016 (Hautes-Alpes : +0,4 %, France hors Mayotte : +2,11 %).
| 1793 | 1800 | 1806 | 1821 | 1831 | 1836  | 1841 | 1846  | 1851 |
| ---- | ---- | ---- | ---- | ---- | ----- | ---- | ----- | ---- |
| 720  | 665  | 746  | 821  | 915  | 1 019 | 969  | 1 010 | 900  |

| 1856 | 1861 | 1866 | 1872 | 1876 | 1881 | 1886 | 1891 | 1896 |
| ---- | ---- | ---- | ---- | ---- | ---- | ---- | ---- | ---- |
| 800  | 823  | 804  | 744  | 756  | 749  | 728  | 753  | 689  |

| 1901 | 1906 | 1911 | 1921 | 1926 | 1931 | 1936 | 1946 | 1954 |
| ---- | ---- | ---- | ---- | ---- | ---- | ---- | ---- | ---- |
| 647  | 619  | 529  | 488  | 425  | 434  | 404  | 330  | 319  |

| 1962 | 1968 | 1975 | 1982 | 1990 | 1999 | 2005 | 2006 | 2010 |
| ---- | ---- | ---- | ---- | ---- | ---- | ---- | ---- | ---- |
| 289  | 263  | 219  | 215  | 243  | 222  | 237  | 237  | 267  |

| 2015 | 2020 | 2022 | - | - | - | - | - | - |
| ---- | ---- | ---- | - | - | - | - | - | - |
| 289  | 306  | 306  | - | - | - | - | - | - |

## Économie
Le Noyer est une commune de moyenne montagne essentiellement agricole : petit élevage (vaches, moutons), prairies, bois ; on retrouve un peu partout sur la commune d'anciens canaux d'irrigation, témoins d'une organisation agricole ancienne. Pendant longtemps, le manque d'activité locale ou la maigreur des revenus liés à la terre ont incité les Noyerons à quitter leur village, quitte à y revenir sur leurs vieux jours. Le Noyer a ainsi beaucoup vieilli. L'école et le restaurant furent fermés dans les années 1990. Aucun commerce n'y subsiste depuis longtemps. Une petite station de ski (un seul téléski, 200 mètres de dénivelé), aujourd'hui abandonnée, apporta longtemps un peu d'animation en hiver.
Cependant le village attire de plus en plus d'urbains amateurs de campagne, qui y ont trouvé une résidence secondaire, voire principale (Gap est à 20 kilomètres, Grenoble à 80). Plus aucune maison n'est en ruine, et peu sont encore à vendre.
La  route nationale 85, dite route Napoléon, longe la commune sur plusieurs kilomètres, mais ne traverse que La Guinguette, les autres hameaux étant à l'écart, sur la haute plaine. En revanche, le Noyer est un lieu de passage assez fréquenté en été : le village est en effet au pied du col du Noyer (altitude 1 664 mètres), seule porte d'entrée à l'est du Dévoluy ; la route qui y mène est malheureusement fermée pendant toute la saison d'hiver.
Les Noyerons sont partagés sur la construction prochaine de l'autoroute Gap - Grenoble, qui doit passer à proximité : si certains en attendent un regain d'attractivité pour la région, d'autres craignent surtout les nuisances qu'elle occasionnera : il est très probable que l'autoroute traversera la commune, et l'échangeur le plus proche sera à plusieurs kilomètres.
Handicap majeur du Noyer : les équipements d'accueil sont pratiquement inexistants sur la commune (un seul gîte, au Villard).

## Culture locale et patrimoine

### Lieux et monuments
- Église Sainte-Agathe du Noyer.
- Chapelle Notre-Dame-du-Laus et de la Nativité-de-la-Sainte-Vierge des Evarras.
- Église de l'Assomption de Lacoue.

Le village est formé de nombreux hameaux ayant chacun son caractère propre, dont certains assez éloignés : 
- la Ville[21], où se trouvent la mairie, l'église, et le « musée botanique Dominique Villars », l'un des pôles de l'écomusée du Champsaur ;
- le Martouret (ou Marthouret), où se trouve la salle communale, l'ancien bar-restaurant étant aujourd'hui fermé ;
- le Villard, avec la maison natale de Dominique Villars ;
- Claret, à la fois lotissement de villas modernes et emplacement d'un important bâtiment d'accueil de colonies de vacances et de classes vertes, propriété de la ville de Vénissieux dans la banlieue lyonnaise.
- le Serre, avec une autre "colo"

et, en s'éloignant vers le nord :
- les Évarras ;
- Lacoue (ou la Coue), avec une chapelle ;
- la Guinguette, avec le bar (aujourd'hui fermé) qui lui a donné son nom, au bord du Drac et sur la route nationale, à 5 kilomètres du chef-lieu.

Dans la forêt communale, outre ses nombreux sentiers de promenade et sa faune sauvage (marmottes, chevreuils, sangliers), on trouvera :
- la pisse (cascade) Sainte-Catherine, assez vertigineuse ;
- un sentier de découverte de la flore alpine, en honneur au botaniste Dominique Villars ;
- un sentier pédagogique le long de l'ancien canal de Pont-du-Fossé.

Le col du Noyer (altitude 1 664 mètres), avec le refuge Napoléon, est un point de vue remarquable sur le Champsaur et le massif des Écrins.
Pour les sportifs :
- le sentier de grande randonnée GR93 traverse les hauteurs de la commune, du col de Saume (alt. 1 705 m.) au col de Chétive (1 800 m.), avant de descendre vers les sources du Petit Buëch
- la route du col du Noyer est un itinéraire cycliste réputé[22] ; elle est certains jours réservée aux cyclistes.
- le Drac est un rendez-vous important de canoéistes-kayakistes, depuis le pont de Saint-Bonnet jusqu'au pont de la Guinguette ; des compétitions y sont organisées.

### Personnalités liées à la commune
Dominique Villars, médecin et botaniste, qui fut doyen de la Faculté de Médecine de Strasbourg en 1809, est né au Noyer le 14 novembre 1745.

### Héraldique
| Blason de Noyer (Le) | Blason  | D'argent à un noyer de sinople, au chef d'azur chargé de trois roses d'argent. |
| Blason de Noyer (Le) | Détails | Armes parlantes. Le statut officiel du blason reste à déterminer.              |